# Yūji
Yūji (jap. ゆうじ, ユウジ) – popularne męskie imię japońskie.

## Możliwa pisownia
Yūji można zapisać używając wielu różnych znaków kanji i może znaczyć m.in.:
- 雄二, „heroiczny, dwa”[1]
- 勇二, „odwaga, dwa”
- 裕二, „obfity, dwa”
- 祐二, „ochrona, dwa”
- 祐次, „pomoc, następny”
- 有治, „kwalifikowany, rządzić”
- 雄治, „męski, rządzić”
- 裕司, „obfity, przepis”
- 有志

## Znane osoby
- Yuji, gitarzysta japońskiego zespołu SuG
- Yūji Ashimoto (祐二), były japoński skoczek narciarski
- Yūji Fujishiro (裕士), japoński seiyū
- Yūji Horii (雄二), japoński twórca gier komputerowych
- Yūji Hyakutake (裕司), japoński astronom amator
- Yūji Ide (有治), japoński kierowca wyścigowy
- Yūji Iwahara (裕二), japoński mangaka
- Yūji Kamijō (有司), japoński panczenista
- Yūji Kawamura (有司), były japoński skoczek narciarski
- Yūji Kishi (祐二), japoński aktor i seiyū
- Yūji Kunimoto (雄資), japoński kierowca wyścigowy
- Yūji Mitsuya (雄二), japoński aktor i seiyū
- Yūji Naka (裕司), japoński projektant gier, programista
- Yūji Nakazawa (佑二), japoński piłkarz
- Yūji Nishida (有志), japoński siatkarz
- Yūji Oda (裕二), japoński aktor i piosenkarz
- Yūji Sakakura (裕二), japoński piłkarz
- Yūji Takada (裕司), japoński zapaśnik
- Yūji Ueda (ゆうじ), japoński seiyū
- Yūji Uekawa, japoński projektant gier komputerowych i wideo
- Yūji Yamamoto (有二), japoński polityk

## Fikcyjne postacie
- Yūji Itadori (悠仁), główny bohater mangi i anime Jujutsu Kaisen
- Yūji Kōsaka (雄二), bohater serii To Heart 2
- Yūji Mita (祐司), bohater serialu tokusatsu Chōriki Sentai Ohranger
- Yūji Nakata (勇次), bohater mangi i anime Bamboo Blade
- Yūji Sakai (悠二), główny bohater light novel, mangi i anime Ognistooka Shana